# Tiếng Gallo
Tiếng Gallo là một ngôn ngữ khu vực tại Đông Brittany (Pháp). Nó được phân loại là một trong những ngôn ngữ d'oïl, cùng chung tiếng Pháp trong nhóm ngôn ngữ Romance. Ngày nay, nó chỉ được nói bởi một thiểu số dân số chứ không phổ biến như trước đây vì dạng chuẩn của tiếng Pháp hiện đang chiếm ưu thế ở khu vực này.
Tiếng Gallo ban đầu được nói tại Marches của Neustria, hiện nay tương ứng với vùng đất biên giới Brittany và Normandy và quận Maine trước đây. Tiếng Gallo là ngôn ngữ chung của một số người tham gia cuộc xâm lược Anh của người Norman, hầu hết trong số họ có nguồn gốc ở Hạ Brittany và Hạ Normandy. Do đó, tiếng Gallo có một phần vai trò (trong đó tiếng Norman đóng vai trò chính) trong sự phát triển của phương ngữ Norman Anh mà nó ảnh hưởng mạnh mẽ đến tiếng Anh.
Tiếng Gallo tiếp tục là ngôn ngữ nói hằng ngày của Thượng Brittany, Mane và một số khu vực lân cận Normandy cho đến khi giáo dục phổ cập xuất hiện trên toàn nước Pháp. Nhưng ngày nay, tiếng Gallo chỉ được nói bởi nhóm thiểu số và người nói đã lớn tuổi, hầu như được thay thế bởi tiếng Pháp chuẩn.
Là một ngôn ngữ Oïl, tiếng Gallo dược xếp chung với các cụm phương ngữ Norman, Picard và Poitevin, cùng với các phương ngữ khác. Một trong những đặc điểm phân biệt nó với tiếng Norman là sự vắng mặt của ảnh hưởng từ tiếng Bắc Âu cổ. Có một sự thông hiểu lẫn nhau ở mức hạn chế với các phương ngữ Norman liền kề dọc biên giới ngôn ngữ và với Guernésiais và Jèrriais.
Ở phía tây, từ vựng của tiếng Gallo đã bị ảnh hưởng bởi sự tiếp xúc với tiếng Breton, nhưng vẫn tràn ngập yếu tố tiếng Latinh. Ảnh hưởng của tiếng Breton giảm dần về phía đông trên toàn khu vực nói tiếng Gallo.
Tính đến  năm 1980, phạm vi phía Tây của Gallo trải dài từ plouha (Plóha), Côtes-d'Armor, phía nam Paimpol, đi qua Châtelaudren (Châtié), Corlay (Corlaè), loudéac (Loudia), phía đông Pontivy, Locminé (Lominoec), Vannes và kết thúc ở phía nam, phía đông của bán đảo Rhuys, ở Morbihan.

## Từ nguyên
Thuật ngữ gallo đôi khi được viết là galo hoặc gallot. Nó cũng được gọi là langue gallèse hoặc britto-roman ở Brittany. Ở phía nam Hạ Normandy và ở phía tây Pays de la Loire, nó thường được gọi là Patois, mặc dù đây là vấn đề gây tranh cãi. Gallo xuất phát từ từ tiếng Breton gall, có nghĩa là "người nước ngoài", "người Pháp" hoặc "người phi Breton".

## Tình trạng

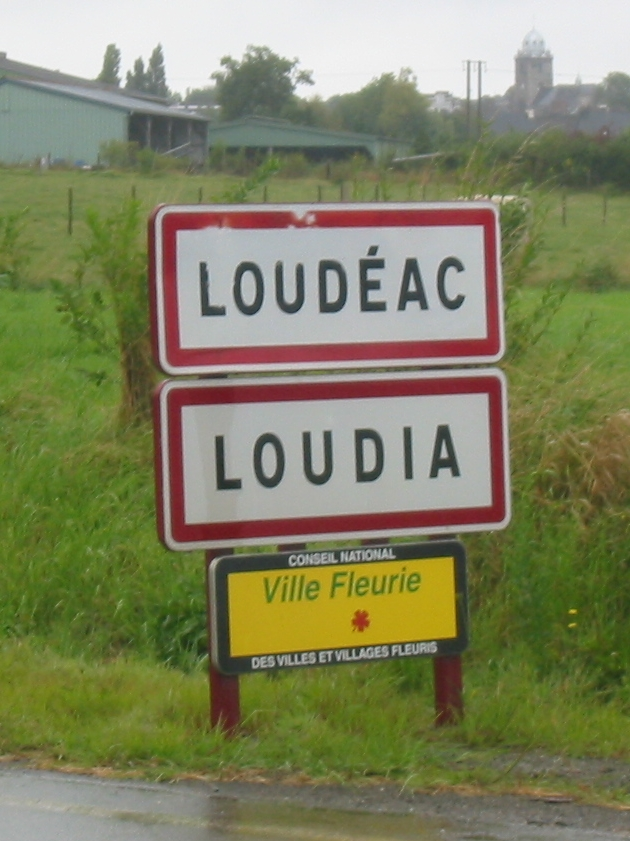
Thị trấn Loudéac bằng tên tiếng Gallo, Loudia, trên các biển báo

Một trong những ga tàu điện ngầm của thủ phủ Breton, Rennes, có biển hiệu song ngữ bằng tiếng Pháp và tiếng Gaul, nhưng nói chung, tiếng Gallo không cao cấp bằng tiếng Breton, ngay cả ở trung tâm truyền thống Pays Gallo, bao gồm cả hai thủ phủ lịch sử Rennes (Gallo Resnn, Breton Roazhon) và Nantes (Gallo Nauntt, Breton Naiated).
Rất khó để ghi nhận chính xác số lượng người nói tiếng Gallo hiện nay. Tiếng Gallo và tiếng Pháp địa phương chia sẻ một "bức tranh" ngôn ngữ-xã hội, vì vậy người nói gặp khó khăn trong việc xác định chính xác ngôn ngữ mà họ đang nói. Điều này làm cho con số ước tính lượng người nói rất khác nhau.